# ۱۴۳۱ (قمری)
۱۴۳۱ (قمری)، هزار و چهارصد و سی‌ ویک‌مین سال در گاه‌شماری هجری قمری قراردادی و کبیسه است. 

اول محرم این سال روز جمعه: (۲۷ آذر ۱۳۸۸ هجری خورشیدی) برابر با هجدهم دسامبر سال ۲۰۰۹ میلادی است.

## درگذشتگان
- محمدباقر علم‌الهدی.